# Estela de Carlotto
Enriqueta Estela Barnes de Carlotto (Buenos Aires, 22 de outubro de 1930) é uma ativista argentina de direitos humanos e a presidenta da associação Avós da Praça de Maio.
Uma de suas filhas, Laura Estela Carlotto, foi sequestrada e desaparecida em Buenos Aires, grávida, em 1977. A partir de relatos ela descobriu que sua filha tinha chegado a parir e que seu neto foi entregue a uma família pró-ditadura e sua identidade mudada. Procurou-o durante quase 36 anos.Em 5 de agosto de 2014, depois de uma verificação de DNA feita voluntariamente pelo interessado, seu neto foi identificado, o que o converteu no número 114 da lista de netos recuperados.
Carlotto recebeu vários reconhecimentos por seu trabalho com as Avós da Praça de Maio, entre eles o Prêmio de Direitos Humanos das Nações Unidas e o Prêmio Félix Houphouët-Boigny, outorgado pela Unesco.

## Biografia
Enriqueta Estela Barnes nasceu em 22 de outubro de 1930, em Buenos Aires, em uma família de ascendência inglesa. Casou-se com Guido Carlotto, um pequeno industrial, com quem teve quatro filhos. Foi professora de escola primária e dona-de-casa sem nenhuma atuação pública.
Na década de 1970, quando governava o país a ditadura cívico-militar autodenominada Processo de Reorganização Nacional (1976-1983), três de seus filhos participavam de atividades políticas: Laura Estela, estudante de História da Universidade Nacional da Prata, militava no peronismo; Claudia pertencia à Juventude Universitária Peronista; e Guido Miguel integrava o centro de estudantes de sua escola secundária.  Em 5 de agosto de 1977, as forças armadas sequestraram e torturaram seu marido, que foi libertado depois do pagamento de 40 milhões de pesos (equivalentes a 30 mil dólares dessa época).

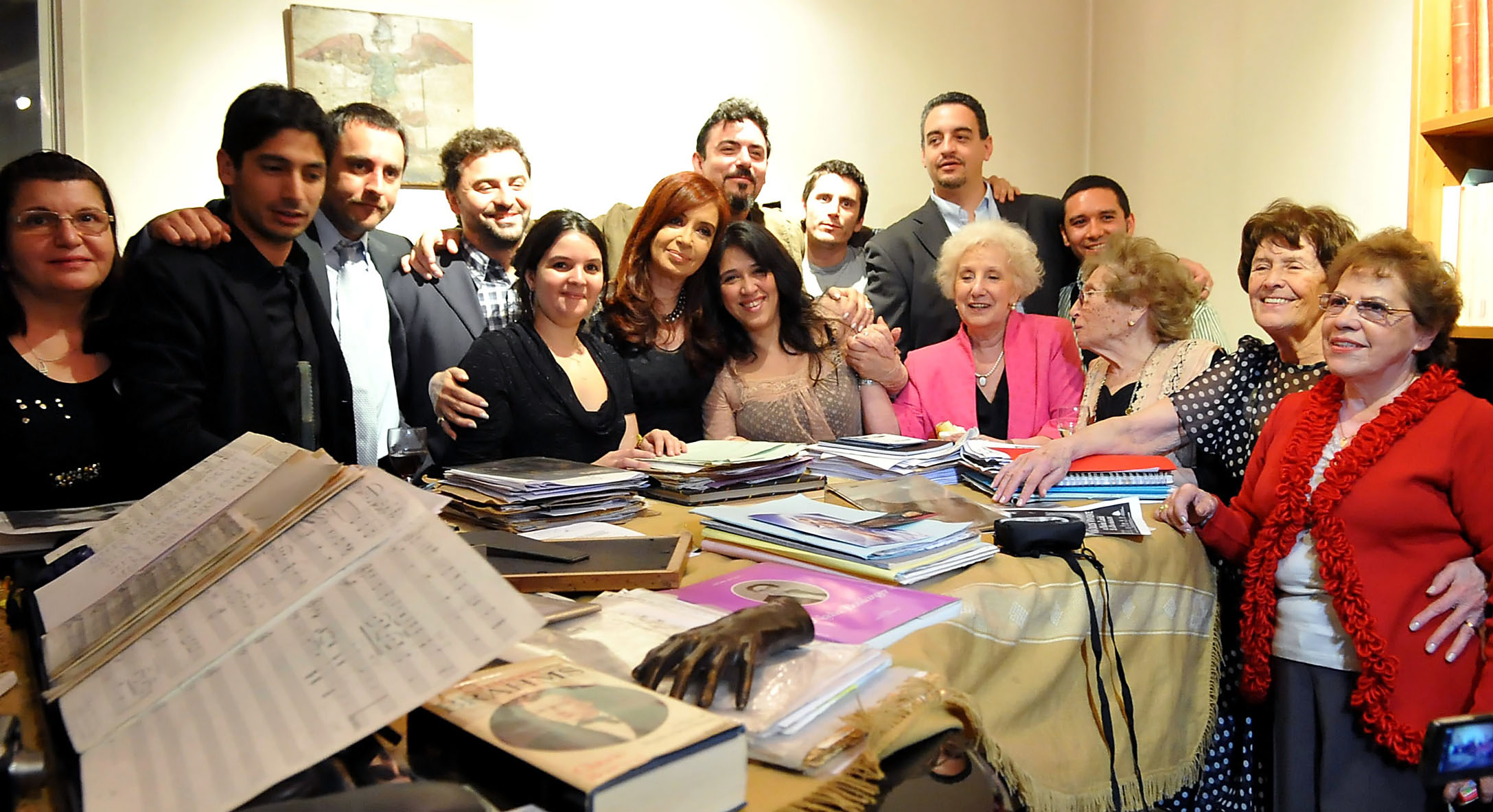
Carlotto, outras avós e netos recuperados reunidos em 2011 com a presidenta Cristina Kirchner na casa de Miguel Ángel Estrela em Paris

No final de novembro de 1977, Laura, grávida de três meses, foi sequestrada e conduzida ao centro clandestino de detenção A Cacha, em La Plata, onde ficou até o fim de agosto de 1978. Pouco antes do parto, foi levada a um lugar indeterminado – sobre o qual existem controvérsias –, onde deu a luz em 26 de junho de 1978. Alguns depoimentos recolhidos anteriormente davam conta de que esse lugar poderia ter sido o Hospital Militar de Buenos Aires. Mas a partir da restituição da verdadeira identidade de seu filho, existem fortes suspeitas de que o bebê pode ter nascido nos arredores de La Cacha ou num hospital da província de Buenos Aires.
Carlotto fez pedidos oficiais pela libertação de sua filha e chegou a reunir-se com o general Reynaldo Bignone, que lhe disse que Laura não sobreviveria. Em abril de 1978 uma colega de cativeiro de sua filha, que tinha sido libertada, lhe informou que Laura estava ainda viva e grávida.

Laura nos mandava dizer que lhe davam um pouco mais de comida do que a outros presos e que o bebê nasceria em junho desse ano, e que se fosse homem se chamaria Guido, como seu pai. E que eu fosse buscá-lo em Casa Cuna.— Estela de Carlotto
Carlotto e sua família sempre chamaram o bebê de Guido, porque este era o nome que queria lhe pôr a mãe.
Em abril de 1978, Carlotto começou a participar das atividades das Avós da Praça de Maio.
Em 25 de agosto desse ano, foi convocada pelos militares e foi-lhe entregue o cadáver de sua filha, a quem enterraram em La Plata dois dias depois. Foi um dos poucos casos em que o corpo de um desaparecido foi devolvido a seus familiares. Carlotto aposentou-se em 30 de agosto.
... procurando informações sobre outras crianças em 1980 encontrei-me com pessoas em São Paulo (Brasil), quando o papa veio, e uma moça com quem comecei a falar me falou de uma garota chamada Rita, que tivera tido um bebê menino, que haviam liberado em 24 de agosto nas últimas horas da noite, para que se encontrasse com sua família e seu filho. Quando me contou que essa Rita tinha um pai com um negócio de pintura eu percebi que ele estava falando de Laura. "Olha, você está falando de Laura, minha filha, mas a minha filha não foi liberada; minha filha foi morta", eu disse. "Não, ela foi liberada", ela respondeu: "Fizeram-na banhar-se, trocar de roupa... Eu lhe ofereci um pedaço de renda para ela levar de recordação... Essa menina foi liberada. Liberaram-na com o Carlitos, um companheiro". E eu disse: "Sim, houve duas mortes. Entregaram-na morta".— Estela de Carlotto
Carlotto começou então a procurar seu neto e a exigir seu retorno e o dos demais meninos sequestrados-desaparecidos pelas forças militares. Com essa preocupação uniu-se à Associação Avós da Praça de Maio, organização da que é presidenta desde 1989.
Em 1985, já na democracia, fiz exumar o corpo e a equipe de antropologia forense examinou-o cuidadosamente para determinar exatamente o que os militares haviam negado. A deterioração dos dentes provou seu longo sequestro; pela pelve descobrimos que teve um bebê e pelas balas que tinha em seu crânio que tinha sido executada por uma Itaka disparada a 30 cm, na parte de trás ... Então eu reuni provas para a Justiça e para mostrar ao exterior, onde havíamos aberto um processo, que era isso o que tinha acontecido. Desta vez eu queria vê-la ... Eu vi seus ossos, o cabelo, a vi, eu a vi. E encerrei o luto e nunca mais fui ao cemitério. Vou apenas ocasionalmente
Laura no cativeiro disse: "Minha mãe não vai perdoar aos soldados o que eles estão me fazendo. E ela vai persegui-los enquanto tiver vida". Isso significava que ela me conhecia mais do que eu mesma porque eu não era uma mulher heróica. Eu nunca tinha participado de nada. Era uma mulher com origem de classe média baixa, criada em tempos tranquilos; nunca poderia imaginar que toda minha vida seria assim.— Estela de Carlotto
Seus filhos estão também vinculados com a defesa dos direitos humanos: Guido "Kibo" Carlotto é secretário de Direitos Humanos da Província de Buenos Aires, Remo Carlotto é deputado nacional e Claudia Carlotto é titular da Comissão Nacional pelo Direito à Identidade (Conadi).
Em 2011 estreou Verdades verdadeiras, um filme sobre sua vida, dirigida por Nicolás Gil Lavedra.

## Identificação de seu neto

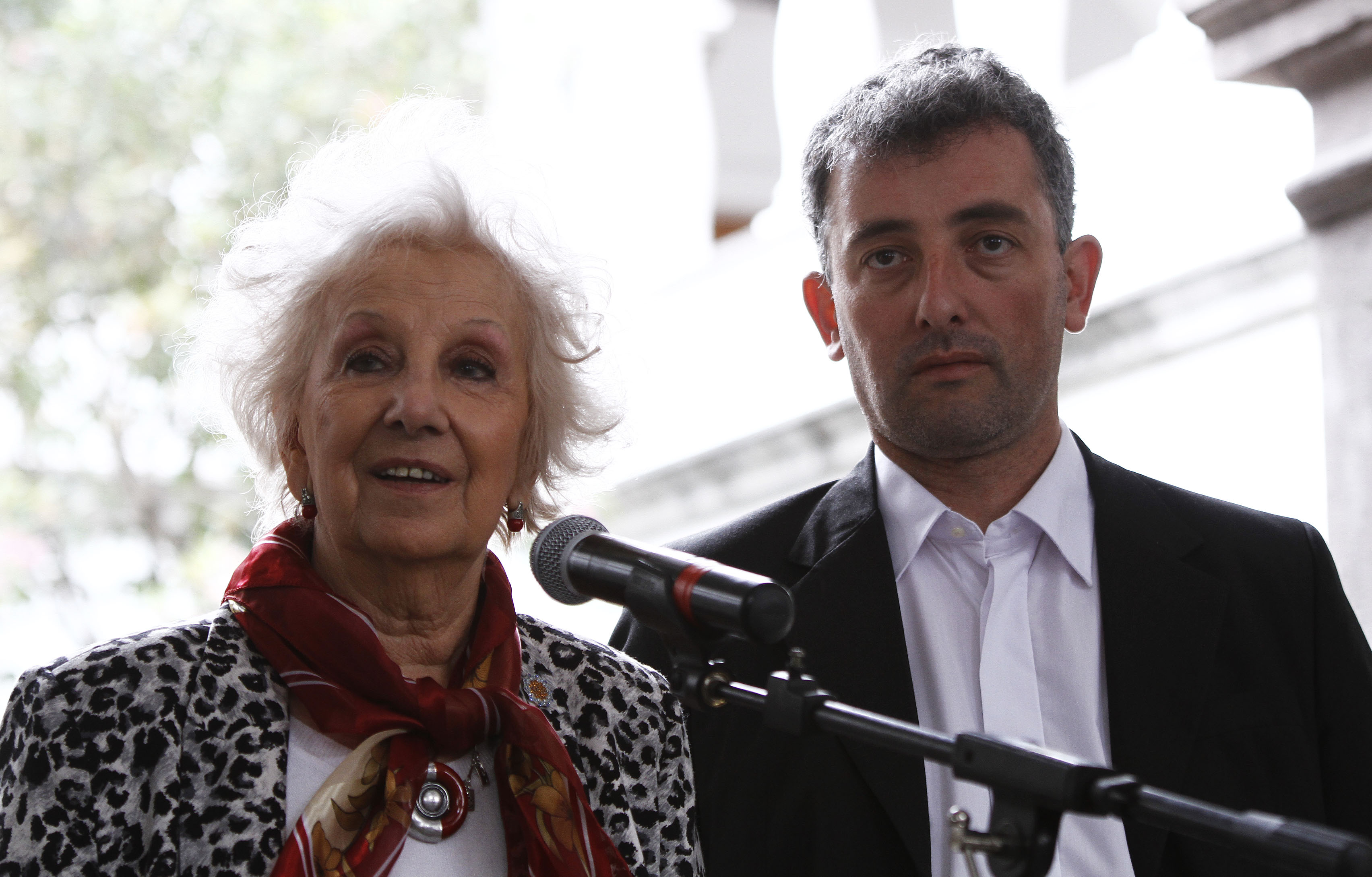
Estela de Carlotto e seu neto durante uma entrevista com o presidente equatoriano Rafael Correa. Palácio de Carondelet, outubro de 2014.

Trata-se de Ignacio Guido Montoya Carlotto, registado em seu documento oficial como Ignacio Hurban por seus apropiadores, nascido em 26 de junho de 1978, sem que se tenha podido estabelecer fidedignamente o lugar de seu nascimento. Sobre isso existem controvérsias, apesar de que se afirmava que havia ocorrido no Hospital Militar Central de Buenos Aires.
É pianista e compositor, e trabalha como diretor e professor da Escola Municipal de Música "Hermanos Rossi" da cidade de Olavarría, província de Buenos Aires. Integra também o agrupamento de jazz Ignacio Hurban Grupo — rebaptizado primeiro como Ignacio Guido Montoya Carlotto Grupo e depois Ignacio Montoya Carlotto Septeto —, e faz parte da Orquestra Errante. Está casado e o nome de sua esposa é Celeste.

### Nascimento
É filho de Walmir Oscar Montoya, oriundo de Comodoro Rivadavia (província de Chubut), e de Laura Estela Carlotto, que se encontravam na clandestinidade como militantes da organização peronista Montoneros. Ambos foram sequestrados em novembro de 1977 na cidade de Buenos Aires por um grupo de repressão e transportados à ESMA. Seguidamente foram levados ao centro clandestino de detenção A Cacha, nos arredores de La Plata, onde ficaram como detentos desaparecidos.
Para parir, Laura Carlotto foi mudada de local, em 26 de junho de 1978. Não se sabe ainda com certeza para onde foi, mas a hipótese mais provável é que tenha sido uma maternidade clandestina próxima ao lugar de detenção. Existem depoimentos que afirmam que esteve com seu filho e pôde estar com ele cinco horas, quando o bebê foi tomado pelos militares; dez dias depois ela foi devolvida ao centro clandestino.  Foi assassinada dois meses mais tarde numa rota da localidade de Isidro Casanova, num falso confronto. Seu companheiro tinha sido assassinado e torturado em frente a ela, durante sua detenção em La Cacha.
Os Montoyas não sabiam que Walmir tinha sido pai, enquanto a família Carlotto desconhecia a identidade do companheiro de Laura. Pesquisadores da Comissão Nacional pelo Direito à Identidade (Conadi) reconstituíram a origem e identidade dos grupos militantes provenientes da Patagônia e chegaram à conclusão de que o companheiro de Laura era Montoya, que residia em Caleta Olivia e que tinha escapado para La Plata. No fim de 2006, os pais de Montoya deixaram uma mostra de seu sangue no Banco Nacional de Dados Genéticos, que foram usados para a verificação da identidade de Guido. Os restos de Walmir foram achados em 2009 num cemitério de Berazategui pela Equipe Argentina de Antropologia Forense. Tinha sido enterrado como indigente em dezembro de 1977.
Depois de ter sido recuperado em La Plata, o recém nascido foi levado a Olavarría, onde, em 28 de junho de 1978, Juana Rodríguez e Clemente Hurban o inscreveram como filho próprio, com o nome de Ignacio. Numa ata apócrifa, o médico da Polícia Bonaerense, Julio Luis Sacher, constatou o nascimento, sem que figure sua assinatura, e disse que o menino nasceu em 2 de junho, na rua Alsina 2858, domicílio de seu suposto entregador, Carlos Francisco "Pancho" Aguilar.  Até os 14 anos, Ignacio viveu numa área rural de Olavarría chamada Colônia San Miguel.

### Carreira musical
Guido estudou música em Olavarría desde os 12 anos de idade e depois continuou sua formação em piano e composição em Buenos Aires com Leandro Chiappe. Também estudou no Instituto de Música de Avellaneda e no conservatorio "Ernesto Mogávero" de Olavarría.
Compôs e dirigiu em 2000 o espectáculo de música latinoamericana Fusión Latina e, no ano seguinte, estreou no teatro municipal a obra de sua autoria Entre gallos y medianoche. Entre 1999 e 2000 gravou dois discos com o cantor Gustavo Angelini, com quem formou o duo de tango 2xtango. Depois de gravar um terceiro disco (Tiempo y Forma), criou uma associação para a difusão e produção de eventos de jazz na Argentina. Também participou como pianista e compositor de um quarteto de jazz.

### Recuperação de sua identidade
Depois de inteirar-se de que era adoptado em junho de 2014, em julho se apresentou voluntariamente aos Músicos pela Identidade e ao Avós da Praça de Maio para descobrir sua identidade e foi orientado a ir ao Conadi. Fez o exame de DNA no dia 24. Anteriormente, no mês de maio tinha composto a música «Para a memória», sobre a ditadura.
Em 5 de agosto de 2014, o Juizado Federal N° 1 da Capital Federal, a cargo da juíza María Romilda Servini de Cobria,  que abriu o caso sobre sua identidade, confirmou os resultados das análises de DNA que permitiram estabelecer a verdadeira identidade de Ignacio Guido. Segundo Servini de Cobria, ele foi até a justiça porque achava que podia ser o neto de Carlotto. Guido recebeu os resultados por telefone de sua tia biológica, Claudia Carlotto, titular da Conadi. Dois dias após o anúncio sobre sua identidade, reuniu-se com sua avó e tios de sangue, e também com seus primos.
Em 7 de agosto reuniu-se com a presidente Cristina Kirchner na Quinta de Olivos. Em 8 de agosto deu uma coletiva de imprensa na sede das Avós da Praça de Maio. Ali manifestou sua intenção de manter o nome Ignacio porque estava "acostumado", ainda que também disse que entendia "que há uma família que me chama Guido faz trinta anos". Nesse mesmo dia reuniu-se com sua família paterna, que tinha viajado a Buenos Aires, vindo de Caleta Olivia. Posteriormente, deu uma entrevista em que disse que ia começar o trâmite para obter um novo Documento Nacional de Identidade com o nome Ignacio Guido Montoya Carlotto.
Dias mais tarde, começou-se a aprofundar a investigação pelo desaparecimento de Guido. Foi denunciado um empresário agropecuário de Olavarría relacionado com as Forças Armadas, Carlos Francisco "Pancho" Aguilar, que faleceu em 2013. Segundo a investigação, o empresário era dono da estância na qual cresceu Ignacio; isso levou a novas pistas, de pessoas que poderiam ter participado do desaparecimento: Filiberto Salcerini Soffredini, um militar assessor de Ramón Camps, chefe da Polícia Bonaerense durante a ditadura; o ex-coronel Ignacio Aníbal Verdura, ex-chefe da Área 124, processado em um julgamento de lesa humanidade que se realizou em Olavarría; e Julio Sacher, o médico local que constatou o nascimento na falsa certidão. E, 2 de outubro, a juíza Servini de Cubría convocou para deporem Clemente Hurban e Julio Luis Sacher, já que eram acusados de falsificar a certidão de nascimento.

## Distinções
- 2003: Prêmio de Direitos Humanos das Nações Unidas[53]

- 2008: Prêmio Konex Instituições - Comunidade - Empresa. Menção Especial[54]

- Prêmio Félix Houphouët-Boigny de fomento da Paz, entregue pela Unesco.[55]

- Cidadã Ilustre do Mercosul.[56]

- 2008: Cidadã Ilustre da cidade de La Plata.[57]

- Hóspede de honra da cidade de Caleta Olivia.[58]

- Hóspede de honra da cidade de San Carlos de Bariloche.[59]

- Hóspede de honra da cidade de Pergamino.[60]

- Visitante Ilustre da cidade de Avellaneda, onde se inaugurou uma praça que leva seu nome.[61]

- 2011: Medalha Sor Juana Inés da Cruz, Universidad del Claustro de Sor Juana.[62]

- 2012: Visitante Ilustre da Universidade Nacional de Tucumán[63]

- Visitante Ilustre da cidade de Pehuajó.[64]

- Menção de Honra "Senador Domingo Faustino Sarmiento", entregue pelo Senado da Nação Argentina.[65]

- Medalha ao Mérito por sua trajetória em defesa dos direitos humanos, entregue pelo Governo da Cidade de Buenos Aires.[66]

- Cidadã Ilustre da América Latina em 2014, nomeada pelos membros da Associação Latinoamericana de Integração (Aladi), depois de uma proposta do embaixador argentino ante esse organismo, Juan Manuel Abal Medina.[67]

- 2015: BBC's 100 Women[68]

### Doutora Honoris Causa
Carlotto recebeu doutorados Honoris Causa de diferentes instituições:
- Universidade Nacional de La Plata[69]

- Universidade Nacional de Missões[70]

- Universidade Nacional del Sur[71]

- Universidade Nacional de Quilmes em 2010[72]

- Universidade Nacional de Lomas de Zamora[73]

- Universidade Católica de Córdoba em 2006[74]

- Universidade de Buenos Aires[75]

- Universidade Autónoma de Barcelona em 2005[76]

- Universidade Nacional de Rio Quarto[77]

- Universidade da República[78]

- Universidade Nacional de Cuyo.[79]

- Universidade Nacional de San Luis[80]

- Instituto Universitário Nacional del Arte[81]

- Universidade Nacional de Entre Ríos em 2001[82]

- Universidade Autónoma de Entre Ríos em 2013[83]